# Cossulus herzi
Cossulus herzi is een vlinder uit de familie van de Houtboorders (Cossidae). De wetenschappelijke naam van deze soort is voor het eerst voorgesteld als Hypopta herzi door Sergei Nikolaevitsj Alphéraky in een publicatie uit 1893.
De soort komt voor in Noord-Iran, Kazachstan, Tadzjikistan, Oezbekistan, Kirgizië en Afghanistan.